# Saint-Barthélemys herrlandslag i fotboll
Saint-Barthélemys herrlandslag i fotboll kontrolleras av Comité Territorial de Football de Saint-Barthélemy och representerar Saint-Barthélemy i internationella fotbollsmatcher. Saint-Barthélemy är inte medlem i Concacaf eller Fifa.
Under 2010 donerade dåvarande Chelsea-ägaren och Saint-Barthélemy-bosatte Roman Abramovitj 3 miljoner dollar för att renovera Stade de Saint-Jean. Detta gjorde det möjligt för Saint Barthélemy att spela hemmamatcher. 2019 började Comité Territorial de Football de Saint-Barthélemy processen att gå med i CFU och Concacaf för första gången.